# Glyptobasis fraseri
Glyptobasis fraseri är en insektsart som beskrevs av György Sziráki 1998. Glyptobasis fraseri ingår i släktet Glyptobasis och familjen fjärilsländor. Inga underarter finns listade i Catalogue of Life.